# Betty G. Miller
Betty Gloria Miller, né le 27 juillet 1934 à Chicago et décédé le 3 décembre 2012, est une peintre américaine sourde du XXIe siècle, la cofondatrice de Spectrum et De’VIA. Elle est surnommée la mère de De’VIA et sa signature de peinture est Bettigee,.

## Biographie

### Enfance
Née malentendante de parents sourds Ralph Reese Miller, Sr. et Gladys Hedrick Miller, elle a deux frères entendants : Ben et Ralph. Son père Ralph est aussi un artiste. La jeune fille étudie dans une école oraliste, mais elle communique en langue des signes américaine à la maison[réf. nécessaire]. Elle devient sourde dans les années 1950, à l'âge de 16 ans, à la suite d'une forte fièvre. En 1957, elle devient la première femme sourde diplômée de l'Université Gallaudet avec un doctorat en art et ensuite diplômée de l'Université Penn State avec un doctorat en éducation degré[réf. nécessaire].
Betty enseigne à Gallaudet pendant 17 ans.

### Artiste
Betty a cofondé le Spectrum dans les années 1970.

Betty G. Miller est une des fondateurs de De’VIA, créé en mai 1989, les autres fondateurs sont Chuck Baird (peintre), Dr Paul Johnston (sculpteur), Dr Deborah M. Sonnenstrahl (historien de l'art), Guy Wonder (sculpteur), Alex Wilhite (peintre), Sandi Pouces Vasnick (artiste), Nancy Creighton (artiste) et Lai-Yok Ho (artiste vidéo).

### Vie privée
Le lundi 3 décembre 2012, Betty est décédé d'une septicémie à cause d'une insuffisance rénale laissant sa partenaire de 25 ans, Nancy Creighton.

## Hommage
- Arnaud Balard, l'artiste français sourd l'évoque dans L'Écho magazine : « Chuck Baird est une figure majeure de De'VIA avec Betty G. Miller,... »[6].

## Distinctions et récompenses
- Alice Cogswell Award en 2009[7]